# Agitu Ideo Gudeta
Agitu Ideo Gudeta (in oromo: Aggituu Ida'o Guddataa; in amarico: አጊቱ ጉደታ; Addis Abeba, 1º gennaio 1978 – Frassilongo, 29 dicembre 2020) è stata un'imprenditrice e ambientalista etiope.
Emigrata in Italia a causa del suo attivismo politico contro l'accaparramento di terre in Etiopia da parte dei militari per le società internazionali, è diventata un simbolo nazionale dell'ambientalismo e dell'integrazione dei rifugiati nella società italiana.

## Biografia
Dopo aver conseguito la laurea in sociologia all'Università di Trento, tornò nel suo paese di origine, dove fu coinvolta nelle proteste ad Addis Abeba contro l'industrializzazione non regolamentata e l'accaparramento di terre da parte del governo etiope per conto di società internazionali.
Nel 2010 fuggì dal conflitto ed emigrò in Italia come rifugiata in Trentino-Alto Adige, dove apprese sul campo le metodiche dell'agricoltura locale. Grazie alle conoscenze ricevute dalla nonna materna, fondò, prima in Val di Gresta e poi in Valle dei Mocheni, "La Capra Felice", un allevamento di capre su un terreno comunale precedentemente abbandonato. 
La sua azienda agricola produceva latticini con metodi naturali e prodotti di bellezza a base di una razza autoctona, la capra Pezzata Mòchena. Nel 2015 vinse il premio della resistenza casearia.
Il 29 dicembre 2020 è stata uccisa a martellate all'età di 42 anni nel suo appartamento a Plankerhoff, una frazione di Frassilongo, da Adams Suleiman, un lavoratore stagionale ghanese da lei precedentemente assunto.

## Riconoscimenti

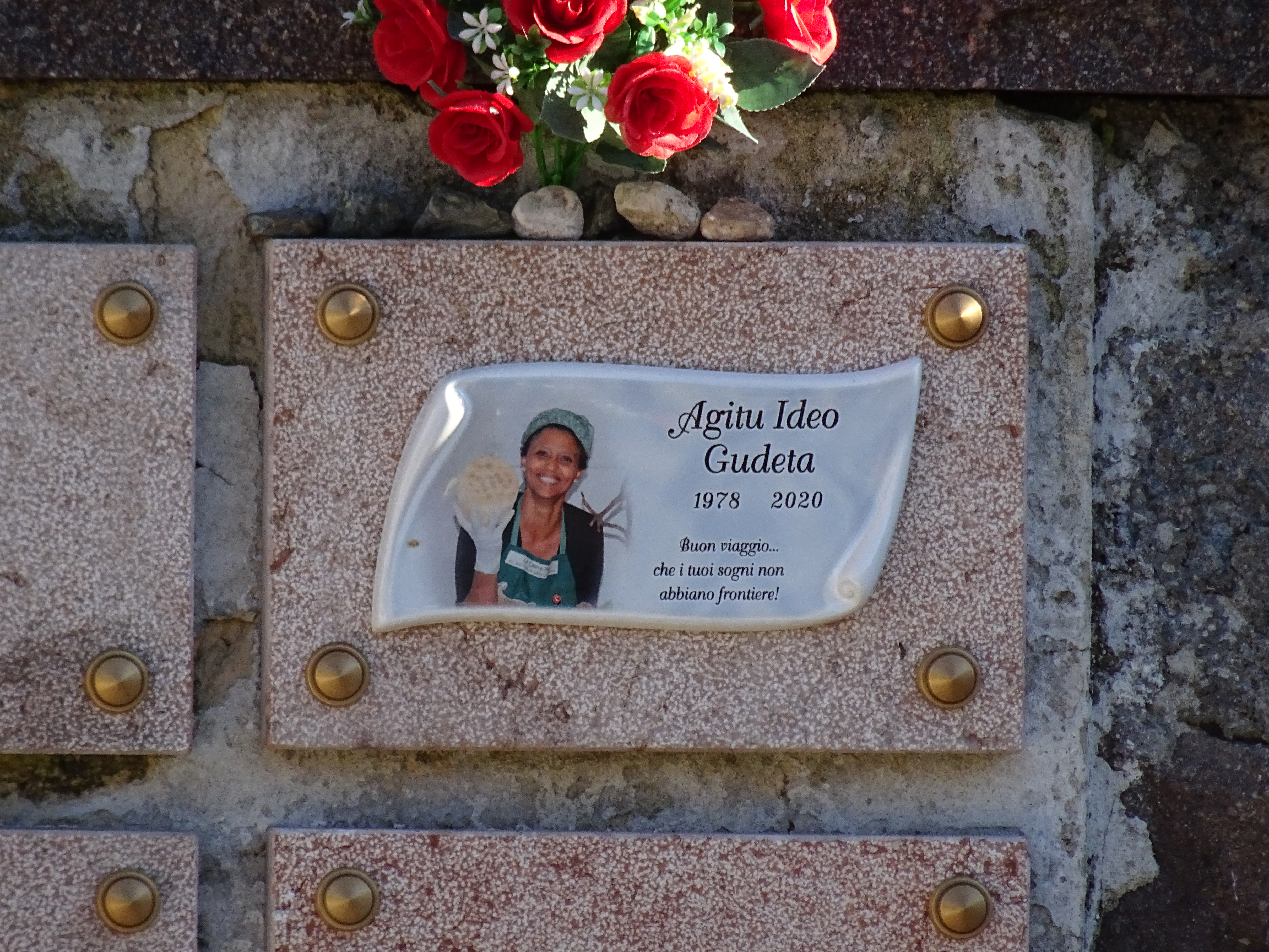
La tomba nel cimitero di Frassilongo

Nel 2019 Gudeta fu nominata per il premio Luisa Minazzi come ambientalista dell'anno di Legambiente.
L'Alto commissariato delle Nazioni Unite per i rifugiati ha espresso cordoglio ed ha affermato che Gudeta: "Ha dimostrato come i rifugiati possono contribuire alle società che li ospitano... Nonostante la sua tragica fine, l'UNHCR spera che Agitu Ideo Gudeta sia ricordata e celebrata come un modello di successo e di integrazione, e che ispiri i rifugiati che lottano per ricostruire le loro vite".